# 龍神の滝 (上野村)
龍神の滝（りゅうじんのたき）は、群馬県多野郡上野村を流れる野栗沢川にかかる二段の滝である。落差20m程度（上段15m、下段5m程度）。滝の右岸の崖の上に登ることができ、観瀑台となっている。大蛇が棲むという伝承がある。

## アクセス
自家用車の場合、国道299号で上野村に入り、ヴィラせせらぎの手前を左折（藤岡方面からの場合）。そのまま直進し、突き当たりの野栗キャンプ場に停車し、徒歩。
公共交通機関を利用する場合、JR高崎線新町駅から日本中央バス上野村ふれあい館行きで八幡バス停下車。野栗川に沿って徒歩。

## 周辺
- 野栗キャンプ場
- ヴィラせせらぎ（日帰り温泉、宿泊）
- 蛇木の滝
- 諏訪山
- 川和自然公園
  - 不二洞
  - まほーばの森
  - 上野スカイブリッジ